# بازه اطمینان
بازه اطمینان (به انگلیسی: Confidence Interval) برای تخمین یک پارامتر، بازه‌ای است که پارامتر با حداقل سطح احتمال معینی مانند {\displaystyle 1-\alpha } عضو آن بازه‌است. به بیان ریاضی، فرض کنید داده {\displaystyle \mathbf {x} } بر اساس توزیع احتمال {\displaystyle P(\mathbf {x} |\theta )} با پارامتر {\displaystyle \theta } توزیع شده‌است و می‌خواهیم بر اساس {\displaystyle n} نمونهٔ مشاهده شده از {\displaystyle \mathbf {x} } یعنی {\displaystyle \mathbf {X} =\{\mathbf {x} _{1},\ldots ,\mathbf {x} _{n}\}} بازه‌ای برای {\displaystyle \theta } بیابیم که با احتمال {\displaystyle 1-\alpha }، {\displaystyle \theta } عضو آن باشد. این بازه که با {\displaystyle [L(\mathbf {X} ),U(\mathbf {X} )]} نمایش داده می‌شود —تا نشان‌دهد که کران بالا و پایین بازه تابعی از داده هستند— خواص زیر را ارضا می‌کند:
{\displaystyle L(\mathbf {X} )\leq U(\mathbf {X} ).}
و
{\displaystyle \inf _{\theta }\mathbb {P} _{\theta }(\theta \in [L(\mathbf {X} ),U(\mathbf {X} )])=1-\alpha .}

## مثال ساده روزمره
در مثال مناقشه نیست.
تصور کنید یک خیاط تازه‌وارد به شهر شما، می‌آید و می‌پرسد: قد پیرمردهای شهر شما حدوداً چقده؟
یکی بر می گرده می گه: یعنی می گی که تمام پیرمردهای شهرمونو متر بزنیم و میانگین‌شو تقدیم کنیم؟!
شما می‌پرید وسط و طبق آماری که از حدود سی و سه نفر بازنشسته داشتید می گید: حدود یک و نیم متر!
می‌پرسد: چقدر مطمئنی؟
می‌گویید: خوب! به احتمال ۹۰ درصد میانگین قد پیرمردهای شهر ما بین ۱۴۰ تا ۱۶۰ سانت باشه!
همکارتان زرنگی می‌کند و می‌گوید: به احتمال ۹۹ درصد میانگین قد پیرمردهای شهر ما بین یک تا دو متره!
(هر دو جواب درسته!)
۹۹درصد همان سطح اطمینان و یک تا دو متر، بازه اطمینان هستند.

## مفهوم
چنانچه یک جمعیت با توزیع طبیعی را در نظر بگیریم که میانگین آن m، انحراف معیارش s و سطح اطمینان CI مطلوب باشد، ابتدا مقدار z را توسط خط زیر در متلب بدست می‌آوریم:
z=norminv(CI/2+1/2,0,1)
که برای بازه اطمینان ۹۵٪ مقدار ۱٫۹۶ می‌شود.
اینک بینگارید که یک گروه تصادفی S شامل شمار N نمونه را از جمعیت فوق برداشته باشیم (ترجیحا گروه را پرشمار بردارید). این گروه را توسط بازه زیر می‌توان بازنمایی کرد:
mean(S)±z*std(S)/sqrt(N)
ثابت شده‌است که به احتمال CI (در اینجا ۹۵٪)، بازه مذکور شامل m می‌شود.
عجیب تر این که ثابت شده‌است که احتمال مقدار احتمال ۵٪ چنین گروهی، ۵٪ می‌شود.